# Dendrobium pleiostachyum
Dendrobium pleiostachyum är en orkidéart som beskrevs av Heinrich Gustav Reichenbach. Dendrobium pleiostachyum ingår i släktet Dendrobium, och familjen orkidéer.
Artens utbredningsområde är Papua Nya Guinea. Inga underarter finns listade i Catalogue of Life.